# Гаристо, Луис
Луис Гаристо Пан (исп. Luis Garisto Pan; 3 декабря 1945, Монтевидео — 21 ноября 2017, Монтевидео) — уругвайский футболист и тренер. Участник чемпионата мира 1974 года в составе сборной Уругвая.

## Биография
Луис Гаристо по прозвищу «эль Локо» начал свою профессиональную карьеру в 1960 году в уругвайском клубе «Расинг Монтевидео». Лучшие годы карьеры провёл в аргентинском «Индепендьенте» из Буэнос-Айреса. Он играл там пять лет, за это время завоевал пять чемпионских титулов подряд, три Кубка Либертадорес и выиграл два межконтинентальных кубка. Впоследствии он перешёл в «Пеньяроль» из Монтевидео. Как капитан этого клуба он выиграл два чемпионата. Позднее он подписал контракт с новосозданным «Кобрелоа» из Чили. С этим клубом он вышел в первый дивизион.
В 1974 году он сыграл за сборную Уругвая на чемпионате мира 1974 года в ФРГ. В том же году незадолго до мундиаля в дружеском гостевом матче с Австралией Гаристо ударил в шею и челюсть игрока соперника Рэя Баарца. Из-за повреждения сонной артерии Баарцу пришлось завершить карьеру всего за несколько месяцев до дебюта Австралии на чемпионате мира.
Гаристо также работал тренером. Дебютировал как тренер у руля «Ла-Луса». В 1983 году он руководил «Данубио». Он также руководил клубами в Аргентине, Чили и Мексике. В Мексике он провёл три сезона и 98 матчей лиги на посту тренера «Атласа», а в 1995—1996 годах руководил «Толукой». В начале 2000-х Гаристо тренировал аргентинский «Банфилд». В середине июля 2003 года он заменил Нельсона Акосту на посту тренера «Кобрелоа». В 2006 году он был назначен тренером «Пеньяроля», но продержался на посту только семь игр. Его последним клубом стал «Сентраль Эспаньол».
В последние годы жизни Гаристо жил в районе Палермо, Монтевидео. Он умер 21 ноября 2017 года в возрасте 71 года.